# .tv

.tv는 투발루의 국가 도메인이다. 현재 해당 도메인은 미국의 한 회사가 인수하여 전 세계에 판매하고 있으며 도메인 등록비는 투발루를 지원하는데 쓰인다. 주로 텔레비전, 방송 관련 사이트에서 사용되는 도메인이다.
투발루 정부 웹 사이트는 Tikiwiki를 사용한 위키로 되어 있다.